# Lourdesgrot (Katwijk)

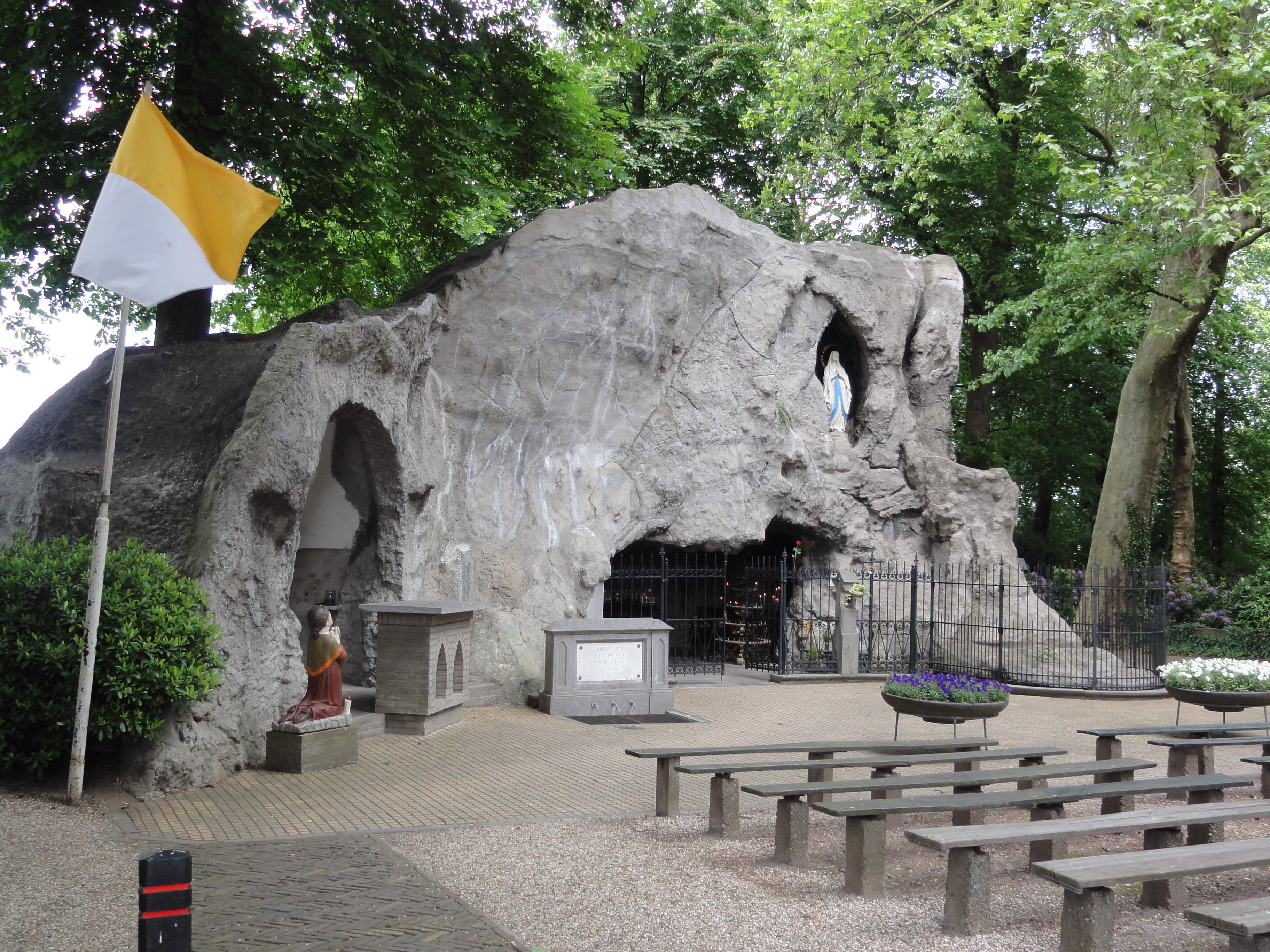
Lourdesgrot

De Lourdesgrot is een religieus monument in de tot de Noord-Brabantse gemeente Land van Cuijk behorende plaats Katwijk, gelegen aan de Mariagaarde.

## Geschiedenis
De Mariaverschijningen in een grot te Lourdes vonden naar verluidt plaats in 1854. In de jaren daarna groeide Lourdes uit tot een belangrijke bedevaartplaats die echter niet voor iedereen bereikbaar was. In 1873 kwam er daarom een kopie van de grot in het Belgische Oostakker die eveneens vele bedevaartgangers trok. De pastoor van de Sint-Martinuskerk te Katwijk was een groot bewonderaar van Onze-Lieve-Vrouw van Lourdes en liet in 1886 een kopie van het Mariabeeld van Lourdes in de kerk plaatsen. 
In 1887 werd bovendien een Lourdesgrot opgericht die daarmee de eerste in Nederland was en het doel werd van processies en vele bedevaartgangers. Vele Lourdesgrotten zouden nadien elders nog gebouwd worden. Deze grot is gebouwd in beton en cement over een kern van baksteen. De grot bevat ook een steen uit de originele grot.
De grot wordt omringd door het Kruiswegpark, dat is een processiepark waarin de Kruiswegstaties worden uitgebeeld.
De grot is geklasseerd als Rijksmonument.